# Documento de identidad (Marruecos)
El Documento de identidad marroquí (en árabe: البطاقة الوطنية للتعريف‎, en francés: Carte nationale d'identité) es un documento oficial que permite a cualquier ciudadano marroquí acreditar su identidad y, una vez válida, su nacionalidad marroquí. Es obligatorio para todos los ciudadanos mayores de 16 años, pero se puede obtener a cualquier edad.
En 2020 se lanzó una nueva versión del documento de identidad, en formato de tarjeta de crédito (86 × 54). Su período de vigencia es de diez años para ciudadanos de doce años o más años, es de un máximo de siete años para ciudadanos menores de 12 años y debe renovarse a los 12 años para incluir datos biométricos, como las huellas dactilares.

## Historia

### Nuevo documento a partir de 2021
A partir de 2021, se lanzó una nueva generación de documentos nacionales de identidad con varias características nuevas y sofisticadas, una evolución como parte de un enfoque innovador y positivo, a saber:
- La CNIE es una tarjeta inteligente sin contacto que cumple con las recomendaciones internacionales en materia de documentos de identidad.
- Siempre con el mismo formato estándar ID1 (el de las tarjetas bancarias).
- Tiene múltiples niveles de seguridad física y lógica.
  - Chip que contiene los datos que aparecen en el anverso y reverso de la tarjeta, la fotografía del titular y dos huellas dactilares en un formato cifrado seguro.
  - Código de barras impreso en el reverso que contiene datos impresos en la tarjeta.

- Es una tarjeta muy segura y difícil de falsificar.
  - La elección del material, íntegramente en policarbonato, para mayor resistencia y durabilidad.
  - Los nuevos modos de lectura del CNIE, en este caso MRZ y NFC, permiten leer y extraer datos de los CNIE de forma sencilla y automática.
  - La CNIE incluye certificados digitales vinculados a la tarjeta y a su titular de forma única. El ciudadano dispone de un código PIN que le permite un primer nivel de autenticación electrónica segura, con el fin de acreditar su identidad.
- Es una tarjeta que simplifica los trámites administrativos porque exime al ciudadano de presentar los siguientes documentos oficiales: el certificado de nacimiento, el certificado de residencia, de vida y de nacionalidad. (ej.: simplificación del procedimiento para establecer el pasaporte biométrico).

La Dirección General de Seguridad Nacional (DGSN) creó un portal (https://cnie.ma) dedicado a los solicitantes del CNIE, para precompletar la solicitud en línea, concertar una cita, seguir la solicitud en tiempo real y estar informado para su recogida.
Otros servicios ofrecidos en línea están disponibles a través del portal. : https://www.maroc.ma/fr/services-electroniques